# Iwanka Koschnitscharska
Iwanka Koschnitscharska (bulgarisch Иванка Кошничарска, englisch Ivanka Koshnicharska; * 26. Oktober 1948) ist eine ehemalige bulgarische Leichtathletin, die sich auf den Sprint und Hürdenlauf spezialisiert hat.

## Sportliche Laufbahn
Erste internationale Erfahrungen sammelte Iwanka Koschnitscharska vermutlich im Jahr 1966, als sie bei den Europäischen Juniorenspielen in Odessa mit 5,97 m die Silbermedaille im Weitsprung gewann. Im Jahr darauf gewann sie bei den Balkanspielen in Piräus mit 6,01 m die Bronzemedaille hinter den Rumäninnen Viorica Viscopoleanu und Elena Vintilă. 1969 gewann sie bei den Balkanspielen in Sofia in 14,1 s die Bronzemedaille im 100-Meter-Hürdenlauf hinter den Rumäninnen Valeria Bufanu und Sanda Angelescu und mit der bulgarischen 4-mal-400-Meter-Staffel sicherte sie sich in 3:46,0 min die Silbermedaille hinter dem Team aus Jugoslawien. Im Jahr darauf belegte sie bei den erstmals ausgetragenen Halleneuropameisterschaften in Wien in 8,8 s den sechsten Platz im 60-Meter-Hürdenlauf und 1971 gewann sie bei den Halleneuropameisterschaften in Sofia mit der 4-mal-200-Meter-Staffel in 1:39,7 min gemeinsam mit Iwanka Wenkowa, Sofka Popowa und Monka Bobtschewa die Bronzemedaille hinter den Teams aus der Sowjetunion und der Bundesrepublik Deutschland. Im selben Jahr gewann sie bei den Balkanspielen in Zagreb in 13,8 s die Silbermedaille über 100 m Hürden hinter der Rumänin Valeria Bufanu und sicherte sich mit der 4-mal-100-Meter-Staffel in 46,2 s die Silbermedaille hinter dem rumänischen Team. Im Jahr darauf schied sie bei den Halleneuropameisterschaften in Grenoble mit 7,26 s in der Vorrunde über 50 m Hürden aus und im August gewann sie bei den Balkanspielen in Izmir in 13,6 s erneut die Silbermedaille über 100 m Hürden hinter der Rumänin Bufanu. 1973 schied sie bei den Halleneuropameisterschaften in Rotterdam mit 8,48 s im Halbfinale über 60 m Hürden aus und im Jahr darauf kam sie bei den Halleneuropameisterschaften in Göteborg mit 8,63 s nicht über den Vorlauf hinaus. Zudem gewann sie bei den Balkanspielen in Sofia in 13,53 s die Bronzemedaille über 100 m Hürden hinter den Rumäninnen Bufanu und Viorica Enescu. Anschließend trat sie nicht mehr international in Erscheinung.
1968 wurde Koschnitscharska bulgarische Meisterin im Weitsprung sowie von 1969 bis 1972 und 1974 über 200 m Hürden. Zudem wurde sie 1969 auch Landesmeisterin im 200-Meter-Lauf sowie von 1971 bis 1973 auch über 100 m Hürden.